# Ь (слово ћирилице)
Слово Ь је слово ћириличног писма. Оно је познато као меки знак или танко јер. Употребљавало се у старословенском језику. Тренутно се употребљава у руском језику, а до 19. века се употребљавало и у српском, па се реформом језика изгубило, а појавила су се слова Љ и Њ.